# 韓盛治
韓 盛治（はん そんち、1979年7月10日 - ）は日本で活動するミュージカル俳優である。兵庫県出身。劇団四季所属。

## 来歴
兵庫朝鮮歌舞団に入団し舞台活動を行っていたが、2003年に劇団四季創立50周年記念オーディションに合格し、劇団四季へ移籍した。ライオンキングのアンサンブル1枠役で四季での初舞台出演を果たし、ライオンキングではその後エド、ティモン、プンバァ、バンザイ、スカー役も演じている。
また、ライオンキングの関西弁台本検討委員会にも選ばれた。
ライオンキングのキャラクターは劇団四季内最多の役数を持っている。
韓にとってライオンキングはホームだそうだ。
ライオンキングの2011年発売のCDではバンザイ役を演じている。
またアラジンでも5代目ジーニー役として活躍している。韓本人は、笑わせるジーニーより、笑われるジーニーになりたい。韓自身は、浅利慶太の教え通り台本に忠実な『劇団四季のジーニー 』がコンセプトだ。

## 主な出演作品
- ライオンキング（アンサンブル1枠、エド、ティモン、スカー、バンザイ、プンバァ)
- 夢から醒めた夢（暴走族）
- アラジン （ジーニー）
- バケモノの子（多々良、熊徹）[2]